# Масар Кодра
Масар Кодра (на албански: Masar Kodra; на македонска литературна норма: Масар Кодра) е албански историк от Югославия и Република Македония, специалист по историята на албанците в Македония.

## Биография
Роден е през 1932 година в западномакедонския българо-албански град Дебър, тогава в Югославия. Дипломира се през 1955 година във Философския факултет на Скопския университет в група по история. Защитава докторат във Философския факултет на Загребския университет на тема „Албанската националност в Македония в Народоосвободителната борба“ (Albanska nacionalnost u Makedoniji u narodnooslobodilačkoj borbi) през 1974 година. Работи като асистент и научен сътрудник в Института за национална история в Скопие от 1 януари 1967 година до 1 юли 1975 година, а след това е преподавател в катедрата по история във Философския факултет на Прищинския университет. След откриването на Тетовския университет на 16 февруари 1995 година, тогава още непризнат, е декан на Философския факултет.